# Liste d'élections en 1860
Chronologie des élections
- 1856
- 1857
- 1858
- 1859
- 1860
- 1861
- 1862
- 1863
- 1864

Cet article recense les élections organisées durant l'année 1860.

## Élections nationales en 1860
| Date                          | État       | Élection ou référendum                    | Contexte | Résultat |
| ----------------------------- | ---------- | ----------------------------------------- | -------- | --- |
| 1er janvier                   | Portugal   | Législatives (en)                         |          | Cette section est vide, insuffisamment détaillée ou incomplète. Votre aide est la bienvenue ! Comment faire ? |
| 6 février                     | Argentine  | Présidentielle (es)                       |          | Cette section est vide, insuffisamment détaillée ou incomplète. Votre aide est la bienvenue ! Comment faire ? |
| 7 février                     | Honduras   | Présidentielle (en)                       |          | Cette section est vide, insuffisamment détaillée ou incomplète. Votre aide est la bienvenue ! Comment faire ? |
| 1er mars                      | Uruguay    | Présidentielle (es)                       |          | Cette section est vide, insuffisamment détaillée ou incomplète. Votre aide est la bienvenue ! Comment faire ? |
| 8 avril                       | Costa Rica | Présidentielle (es)                       |          | Cette section est vide, insuffisamment détaillée ou incomplète. Votre aide est la bienvenue ! Comment faire ? |
| 10 avril                      | Venezuela  | Présidentielle (es)                       |          | Cette section est vide, insuffisamment détaillée ou incomplète. Votre aide est la bienvenue ! Comment faire ? |
| 12 - 26 juin                  | Pays-Bas   | Seconde chambre (nl)                      |          | Cette section est vide, insuffisamment détaillée ou incomplète. Votre aide est la bienvenue ! Comment faire ? |
| 30 juillet                    | Luxembourg | Législatives                              |          | Cette section est vide, insuffisamment détaillée ou incomplète. Votre aide est la bienvenue ! Comment faire ? |
| 28 octobre                    | Suisse     | Fédérales                                 |          | Cette section est vide, insuffisamment détaillée ou incomplète. Votre aide est la bienvenue ! Comment faire ? |
| 6 novembre                    | États-Unis | Présidentielle                            |          | Cette section est vide, insuffisamment détaillée ou incomplète. Votre aide est la bienvenue ! Comment faire ? |
| 6 août 1860 - 24 octobre 1861 | États-Unis | Législatives (chambre (en) et sénat (en)) |          | Voir l'article Liste d'élections en 1861.                                                                     |

## Élections en subdivisions nationales en 1860
Cette section concerne les élections législatives dans un État fédéré, une subdivision territoriale ou une colonie d'un État souverain, ainsi que leurs principaux référendums.
| Date                            | Subdivision           | État               | Élection ou référendum | Contexte                                              | Résultat |
| ------------------------------- | --------------------- | ------------------ | ---------------------- | ----------------------------------------------------- | --- |
| 24 janvier                      | Malte                 | Empire britannique | Générales (en)         |                                                       | Cette section est vide, insuffisamment détaillée ou incomplète. Votre aide est la bienvenue ! Comment faire ? |
| 9 mars - 3 septembre            | Australie-Méridionale | Empire britannique | Coloniales (en)        |                                                       | Cette section est vide, insuffisamment détaillée ou incomplète. Votre aide est la bienvenue ! Comment faire ? |
| 15 - 16 avril                   | Comté de Nice         | Sardaigne          | Plébiscite             | « Le comté de Nice veut-il être réuni à la France ? » | Oui à 83% des inscrits                                                                                        |
| 22 - 23 avril                   | Savoie                | Sardaigne          | Plébiscite             | « La Savoie veut-elle être réunie à la France ? »     | Oui à 99.7 % des inscrits                                                                                     |
| 12 décembre 1860 - 28 mars 1861 | Nouvelle-Zélande      | Empire britannique | Législatives (en)      |                                                       | Voir l'article Liste d'élections en 1861.                                                                     |